# Zug 94
Maillots
Zug 94 est un club de football de la ville de Zoug en Suisse fondé en 1994 à la suite de la fusion du FC Zoug et du SC Zoug.

## Histoire
- Ligue nationale A (D1)
  - Saison 1984-1985 : 15e place, relégué en Ligue nationale B.